# Boogaloo
Boogaloo — двадцятий студійний альбом шотландської групи Nazareth, який вийшов 25 серпня 1998 року на лейблі SPV GmbH. Продюсером альбому виступив Майк Гінг.  

## Композиції
1. Light Comes Down - 3:31
2. Cheerleader - 3:14
3. Lover Man - 4:30
4. Open up Woman - 4:29
5. Talk Talk - 3:52
6. Nothing So Good - 5:08
7. Party in the Kremlin - 3:37
8. God Save the South - 6:35
9. Robber and the Roadie - 4:21
10. Waiting - 5:43
11. May Heaven Keep You - 5:46